# Europäisches Forum für Außenwirtschaft, Verbrauchsteuern und Zoll
Das Europäische Forum für Außenwirtschaft (EFA) ist ein eingetragener Verein mit Sitz in Münster. Er agiert als Forum für Zoll-, Verbrauchssteuer- und Außenwirtschaftsrecht und veranstaltet jährlich den „Europäischen Zollrechtstag“. Der Verein wurde 1988 als „Deutsche Zolljuristische Vereinigung“ gegründet. Bis 2024 trug der Verein den Namen „Europäisches Forum für Außenwirtschaft, Verbrauchsteuern und Zoll e. V.“

## Der Verein

### Zielsetzung und Mitglieder
Das EFA ist im deutschsprachigen Raum das Form für den wissenschaftlichen Gedanken- und praktischen Erfahrungsaustausch auf den Gebieten des Außenwirtschafts-, Verbrauchsteuer- und Zollrechts. Mitglieder können alle Personen, Unternehmen und Institutionen werden, die an der Entwicklung der Rechts- und Praxisfragen des grenzüberschreitenden Warenverkehrs interessiert sind. Das EFA hat ca. 280 Mitglieder aus Verwaltung, Justiz, Beratung, Wirtschaft, Wissenschaft und Lehre.

### Europäische Zollrechtstage
Das EFA veranstaltet jährlich in Deutschland oder im deutschsprachigen Ausland den „Europäischen Zollrechtstag“, der regelmäßig von mehr als 350 Teilnehmern, vorwiegend aus Europa und teilweise aus dem nicht europäischen Ausland, besucht wird. Namhafte Referenten bereiten die jeweils aktuellen Themen auf, in Diskussionsrunden haben alle Teilnehmer Gelegenheit, ihre Gedanken und Anregungen einzubringen. Die Referate und Diskussionen werden in Fachzeitschriften und Tagungsbänden dokumentiert.

## Schriftenreihe
Seit 2001 wird die Schriftenreihe EFA-SCHRIFTEN kostenlos herausgegeben, in der neben den Tagungsbänden fachwissenschaftliche Abhandlungen publiziert werden.
| Band | Titel | Autor                                      |
| ---- | --- | ------------------------------------------ |
| 1    | Europäisches Zollrecht in der niederländischen Rechtsprechung | Robert Figgener                            |
| 2    | Das System zum Schutz der finanziellen Interessen der Gemeinschaft im Ausfuhrerstattungsrecht | Stefan Feit                                |
| 3    | Entscheidungen der Europäischen Kommission über Erlass, Erstattung und Nacherhebung von Einfuhrabgaben | Leopold Baumann                            |
| 4    | Die Durchführung von Kontrollen durch das Europäische Amt für Betrugsbekämpfung (OLAF) in Irland - Verwaltungsrecht im Spannungsfeld von Gemeinschaftsrecht und nationalem Recht                                                                         | Hendrik Horn                               |
| 5    | Kontrollen des OLAF in Deutschland | Heiko Gemmel                               |
| 6    | Indonesien auf dem Weg zum Bundesstaat? | Henning Lustermann                         |
| 7    | Zollpräferenzen und Vertrauensschutz | Thomas Kirchhoff                           |
| 8    | Die Befugnisse des Europäischen Amtes für Betrugsbekämpfung (OLAF) im Rahmen von Kontrollen bei Wirtschaftsbeteiligten in Portugal | Christoph Billwiller                       |
| 9    | Verfassungswidrige Steuersubvention für Erdgas, Gutachten zur verfassungsrechtlichen Zulässigkeit der unterschiedlichen Besteuerung von leichtem Heizöl und Erdgas                                                                                       | Ulrich Schrömbges                          |
| 10   | Beförderungen - Präferenzen - Trade Facilitation, Tagungsband des 14. Europäischen Zollrechtstags des EFA am 6./7. Juni 2002 in Basel | Reginhard Henke (Hrsg.)                    |
| 11   | Zollkodex und Abgabenordnung, Analyse über das Verhältnis der Vorschriften der Abgabenordnung zu den Vorschriften des Zollkodexes der Europäischen Gemeinschaft                                                                                          | Lothar Gellert                             |
| 12   | Voraussetzungen und Rechtswirkungen der Auskunftsansprüche im Zollrecht | Regina Hoffacker                           |
| 13   | 10 Jahre Binnenmarkt – EU-Erweiterung – eCustoms / The Internal Market: 10 Years On – EU Enlargement – eCustoms, Tagungsband des 15. Europäischen Zollrechtstags des EFA am 26./27. Juni 2003 in Berlin                                                  | Reginhard Henke (Hrsg.)                    |
| 14   | Das Genehmigungsverfahren für Dual-use-Waren im deutschen Exportkontrollrecht | Wolfgang Ehrlich                           |
| 15   | Kontrollen bei französischen Wirtschaftsteilnehmern auf der Grundlage der Verordnungen Nr. 1073/99 und 2185/96 | Oliver Frese                               |
| 16   | Kontrollen des Europäischen Amtes für Betrugsbekämpfung (OLAF) in Italien | Verena Weber                               |
| 17   | Kontrollen des OLAF in Belgien | Nathalie Harksen                           |
| 18   | Schutz der finanziellen Interessen der Europäischen Gemeinschaft | Barbara Fleckenstein                       |
| 19   | Verrechnungspreis und Zollwert | Thomas Möller                              |
| 20   | Ein Zollgesetz für den Staat Palästina | Andree Haarhuis                            |
| 21   | EU-Erweiterung in der Praxis – Internationales Risikomanagement EU Enlargement in Practice – International Risk Management, Tagungsband des 16. Europäischen Zollrechtstags des EFA am 17./18. Juni 2004 in Graz                                         | Reginhard Henke (Hrsg.)                    |
| 22   | Subventionsbetrug bei Agrarexporten | Isabell Halla-Heißen                       |
| 23   | Die Durchführung von Kontrollen durch das Europäische Amt für Betrugsbekämpfung (OLAF) im Vereinigten Königreich | Gerswid Altenhoff                          |
| 24   | Exportkontrolle in Italien | Alexia Schulz                              |
| 25   | Partnerschaft oder Subordination? Das Verhältnis von Wirtschaft und Zoll nach dem modernisierten Zollkodex, Tagungsband des 17. Europäischen Zollrechtstags des EFA am 9./10. Juni 2005 in Bonn                                                          | Reginhard Henke (Hrsg.)                    |
| 26   | Kontrollen des Europäischen Amtes für Betrugsbekämpfung (OLAF) in Griechenland | Kristina Daroussis                         |
| 27   | Trade Facilitation – WTO-Recht und dessen Reform zur Erleichterung des internationalen Warenhandels | Carolin Eve Bolhöfer                       |
| 28   | Neue Chancen und Risiken für die europäische WirtschaftZugelassener WirtschaftsbeteiligterZoll und UmsatzsteuerNeues EnergiesteuergesetzNeuer Präferenzursprung, Tagungsband des 18. Europäischen Zollrechtstags des EFA am 1./2. Juni 2006 in Esslingen | Reginhard Henke (Hrsg.)                    |
| 29   | Der Ausführerbegriff in der Exportkontrolle | Michael Tervooren                          |
| 30   | Vor-Ort-Kontrollen des Europäischen Amtes für Betrugsbekämpfung (OLAF) in Spanien Unter Berücksichtigung der Verordnung (Euratom, EG) Nr. 2185/96 und der Verordnung (EG) Nr. 1073/99                                                                    | Oliver Sticht                              |
| 31   | Der zugelassene Wirtschaftsbeteiligte: Entwicklung und Ergebnis des Rechtsetzungsprozesses | Julia Maren Natzel                         |
| 32   | Terrorismusbekämpfung durch Wirtschaftssanktionen | Gudrun Dahme                               |
| 33   | Zoll im Wandel vom Abgaben zum Sicherheitsrecht? Erfahrungen mit dem neuen Energiesteuergesetz, Tagungsband des 19. Europäischen Zollrechtstags des EFA am 20./21. Juni 2007 in Hamburg                                                                  | Reginhard Henke und Lothar Gellert (Hrsg.) |
| 34   | EG-Zollrecht im Konflikt mit dem Recht der WTO | Markus Dierksmeier                         |
| 35   | Prozessuale Aspekte der Streitbeilegung im institutionellen Rahmen der Welthandelsorganisation (WTO) | Daniel Weber                               |
| 36   | Die Vereinbarkeit des IT-Verfahren ATLAS (Einfuhr) als E-Government mit dem Zoll- und Steuergeheimnis | Talke Ovie                                 |
| 37   | Der Abtretungsempfänger im AusfuhrerstattungsrechtZur Abwicklung und Rückabwicklung von Ausfuhrerstattungen sowie Rechtmäßigkeit von Sanktionen | Nils Harnischmacher                        |
| 38   | Straftaten im Außenwirtschaftsgesetz. Systematik, Rechtsgut und Auslegung des § 34 Abs. 2 AWG | Tanja Kistner                              |
| 39   | Diskriminierende Gleichbehandlung von Entwicklungsländern in der WTO? Enabling Clause und die Allgemeinen Präferenzsysteme auf dem Prüfstand | Torsten Eberhard                           |
| 40   | 40 Jahre Zollunion in Europa, Tagungsband des 20. Europäischen Zollrechtstags des EFA am 5. und 6. Juni in Luxemburg | Lothar Gellert (Hrsg.)                     |
| 41   | Zollrechtliche Bewilligungen und der Straftatbestand der Zollhinterziehung gemäß § 370 AO | Stephan Kastner                            |
| 42   | Die exportkontrollrechtliche Ausfuhrgenehmigung unter Berücksichtigung von Gemeinschaftsverwaltungsrecht und Aspekten der Gefahrenprävention | Nils Weith                                 |
| 43   | Zollunion und e-Government, Tagungsband des 21. Europäischen Zollrechtstags des EFA am 18. und 19. Juni 2009 in Linz | Lothar Gellert (Hrsg.)                     |
| 44   | Risikomanagement im Zollrecht – rechtliches Neuland oder bekanntes Terrain? | Markus Witte                               |
| 45   | Die zentralamerikanische Zollunion – Regionale Wirtschaftsintegration und deren Vereinbarkeit mit der Welthandelsordnung am Beispiel des Mercado Común Centroamericano (MCCA)                                                                            | Philipp Johst                              |
| 46   | Dialog zwischen Zoll und Wirtschaft, Tagungsband des 22. Europäischen Zollrechtstags des EFA am 24./25. Juni 2010 in Düsseldorf | Lothar Gellert (Hrsg.)                     |
| 47   | Präventive Maßnahmen bei der Ausfuhr von Gütern | Klaus-Peter Ricke                          |
| 48   | Sicherheit und Freihandel, Tagungsband des 23. Europäischen Zollrechtstags des EFA am 30. Juni/1. Juli 2011 in Schaffhausen | Lothar Gellert (Hrsg.)                     |
| 49   | Das Recht auf rechtliches Gehör im Modernisierten Zollkodex | Karina Witte                               |
| 50   | Grenzerfahrung in der Europäischen Union, Tagungsband des 24. Europäischen Zollrechtstags des EFA am 14. und 15. Juni 2012 in Erfurt | Gerda Koszinowski (Hrsg.)                  |
| 51   | Wirtschaftssanktionen durch Bereitstellungsverbote | Tobias Schöppner                           |
| 52   | 20 Jahre Binnenmarkt – Fortschritt oder Stagnation?, Tagungsband des 25. Europäischen Zollrechtstags des EFA am 27. und 28. Juni 2013 in Bonn | Gerda Koszinowski (Hrsg.)                  |
| 53   | Grenzausgleichsmaßnahmen als Klimaschutzinstrument | Sophie Gappa                               |
| 54   | Der Ursprung als Grundlage handelspolitischer Maßnahmen | Kai Henning Felderhoff                     |
| 55   | Unionszollkodex und Entwicklungen im internationalen Handel, Tagungsband des 26. Europäischen Zollrechtstags des EFA am 26. und 27. Juni 2014 in Esslingen                                                                                               | Gerda Koszinowski (Hrsg.)                  |
| 56   | Die Vereinbarkeit von Zollkontrollen im Postverkehr mit unionalen und nationalen Grundrechten | Claudia Hudasch                            |